# Caspar E. Schieler

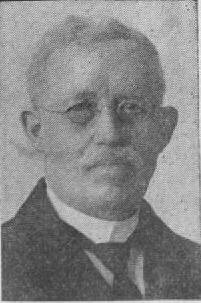
Caspar E. Schieler

Caspar E. Schieler, auch Kaspar E. Schieler, (* 14. Juli 1851 in Obererlenbach; † 13. Januar 1934 in St. Charles (Missouri)) war ein deutsch-amerikanischer Geistlicher.

## Leben
Caspar Schieler war ein Sohn des Maurers und Bauaufsehers Ludwig Joseph Schieler und dessen Ehefrau Margarete, geb. Krug. Nach dem Besuch des Gymnasiums in Mainz studierte er Katholische Theologie am Priesterseminar Mainz. 1876 wurde er im Mainzer Dom durch Bischof Wilhelm Emmanuel von Ketteler zum Priester geweiht. Anschließend war er in der Pfarr-Seelsorge tätig. Daneben studierte er an der Universität Würzburg. In Würzburg wurde er 1886 mit einer Dissertation über Johannes Nider zum Dr. theol. promoviert.
1887 erhielt er die Berufung zum Professor am Mainzer Priesterseminar, das im Kulturkampf 1877 geschlossen worden war und nun wiedereröffnet wurde. Durch großherzoglichen Erlass wurde er von dem durch die Maigesetze zur Pflicht gemachten Triennium an einer deutschen staatlichen Universität zur Voraussetzung der Übernahme von Kirchenämtern befreit.  Zunächst lehrte er Liturgik. 1890 wurde er als Nachfolger seines Mentors Christoph Moufang Professor für Moraltheologie und Homiletik. Gleichzeitig wurde ihm, ebenfalls in der Nachfolge Moufangs, die Leitung der Seminarbibliothek (heute Martinus-Bibliothek) mit bedeutendem Altbestand übertragen.
Kurz nach der Veröffentlichung seines Handbuchs über die Verwaltung des Bußsakramentes 1894 legte Schieler sein Amt nieder und emigrierte in die USA. Hier trat er zu einer reformierten Kirche, der damals deutschsprachigen Reformed Church in the United States, über. Er wirkte als Prediger, Lehrer und Schulleiter. 1898 heiratete er in New York City Mary Louise, geb. Bernard.
Um 1900 kehrte er nach Deutschland zurück. 1901 war er Prediger der von Julius Rupp gegründeten Freireligiösen Gemeinde Königsberg. 1902 übernahm er das Amt des Predigers der freien religiösen Gemeinde Danzig und Tilsit, deren Wurzeln im Deutschkatholizismus lagen. In den folgenden Jahren war Schieler vielfältig als Autor und Redner tätig, sowohl im freireligiösen Bereich als auch für den Independent Order of Odd Fellows. Ab 1907 war er Vorstandsmitglied im Bund Freireligiöser Gemeinden Deutschlands.
In zweiter Ehe heiratete er 1905 in Magdeburg Lisette Dorothee Friederike, geb. Tschirschwitz (* 1865). Nach einer kurzen Amtszeit in Düsseldorf 1911/12 wanderte er mit ihr und dem 1908 geborenen Sohn Egon im Herbst 1912 aufs neue in die USA aus. Seine erfolgversprechende Arbeit beim Aufbau der freireligiösen Gemeinde in Düsseldorf war nach Ansicht von Zeitgenossen dem rheinischen Klerikalismus zum Opfer gefallen; Schieler war der Jugendunterricht verboten worden.
In den USA fand Schieler eine Anstellung als Prediger einer Missionsgemeinde der Reformed Church in Holyoke (Massachusetts). Später lehrte er am Mission House, der heutigen Lakeland University in Wisconsin. sowie am Redfield College in Redfield, Spink County, South Dakota, das jedoch aus finanziellen Gründen geschlossen werden musste. Als Pastor betreute er Gemeinden in Hartsburg (Boone County (Missouri)), Hamel (Madison County (Illinois)), Johannisburg Township (Washington County (Illinois)) und Marion (Waupaca County, Wisconsin). Zuletzt berief ihn 1933 die Gemeinde von St. John’s in Cappeln im St. Charles County zu ihrem Pastor.
Schieler starb kurz darauf im St. Joseph’s Hospital in St. Charles nach einer Operation. Er wurde auf dem Friedhof von St. John’s in Cappeln beigesetzt. Seine Söhne Alfred Louis Schieler (1897–1988; aus erster Ehe) und Egon E. Schieler (1908–1978) wurden ebenfalls Geistliche der Reformed Church, die in der United Church of Christ aufging, ebenso sein Enkel Robert Schieler.
Es entbehrt nicht einer gewissen Ironie, dass Schielers Werk mit der größten Nachwirkung die 1905 erschienene englische Ausgabe seines katholischen Handbuchs über die Beichte ist. Die Publikation war das erste Handbuch für Priester über Beichtfragen, das in englischer Sprache und nicht auf Latein erschien. Es wurde von Herman Joseph Heuser (1872–1933) übersetzt und herausgegeben, erschien mit einer empfehlenden Einleitung des Erzbischofs von Milwaukee Sebastian Gebhard Messmer und fand große Verbreitung.

## Werke
- Magister Johannes Nider aus dem Orden der Prediger-Brüder: ein Beitrag zur Kirchengeschichte des fünfzehnten Jahrhunderts. Mainz: Kirchheim 1885 (Digitalisat)
- Die Verwaltung des Bußsakramentes: eine theoretisch-praktische Unterweisung für die Beichtväter. (= Wissenschaftliche Handbibliothek I/7) Paderborn: Schöningh 1894 (Digitalisat)
  - (Engl.) Theory and practice of the confessional: a guide in the administration of the Sacrament of Penance. Benziger Brothers, New York, Cincinnati, Chicago: Benziger 1905 (Digitalisat), 2. Auflage 1906
- Bedenk es wohl! Ein Betrachtungsbüchlein für Christen aus allen Ständen die es mit ihrem Seelenheile ernst nehmen; nebst einem Anhange. Dülmen i. W.: Laumann 1897
- Mein Austritt aus der katholischen Kirche: Worte zur Aufklärung und Mahnung. Frankfurt a. M.: Neuer Frankfurter Verlag 1901
- Giordano Bruno, der Dichter-Philosoph und Märtyrer der Geistesfreiheit: seine Lebensschicksale und seine Bedeutung. Frankfurt a. M.: Neuer Frankfurter Verlag 1901
- Die Babel- und Bibelfrage in einem Vortrag beleuchtet. Danzig: John & Rosenberg 1903
  - Ein zweiter Vortrag über die Babel- und Bibelfrage. Danzig: John & Rosenberg 1903 (Digitalisat)
- Dr. Julius Rupp ehem. Privatdozent, Oberlehrer und Divisionsprediger zu Königsberg i. Pr. und Die freie religiöse Bewegung in der katholischen und evangelischen Kirche im 19. Jahrhundert : ein Beitrag zur Kirchengeschichte des 19. Jahrhunderts. Dresden: Pierson 1903 (Digitalisat)
- Der kirchliche Liberalismus und die freien religiösen Gemeinden: Vortrag.  Berlin-Schöneberg: Protestantischer Schriftenvertrieb 1910
- Der Odd-Fellow-Orden ein notwendiger Kulturfaktor unserer Zeit: eine Propaganda-Rede, gehalten auf dem XIV. Deutschen Odd-Fellow-Tag in Nürnberg am 7. August 1910. Kiel: Uebermuth [1910]
- Der Religionsunterricht: Reform oder Neugestaltung? Ein Beitrag zur Lösung dieser Frage. (= Volksschriften zur Umwälzung der Geister 98) Bamberg: Handels-Druckerei [1912]